# Aghaba

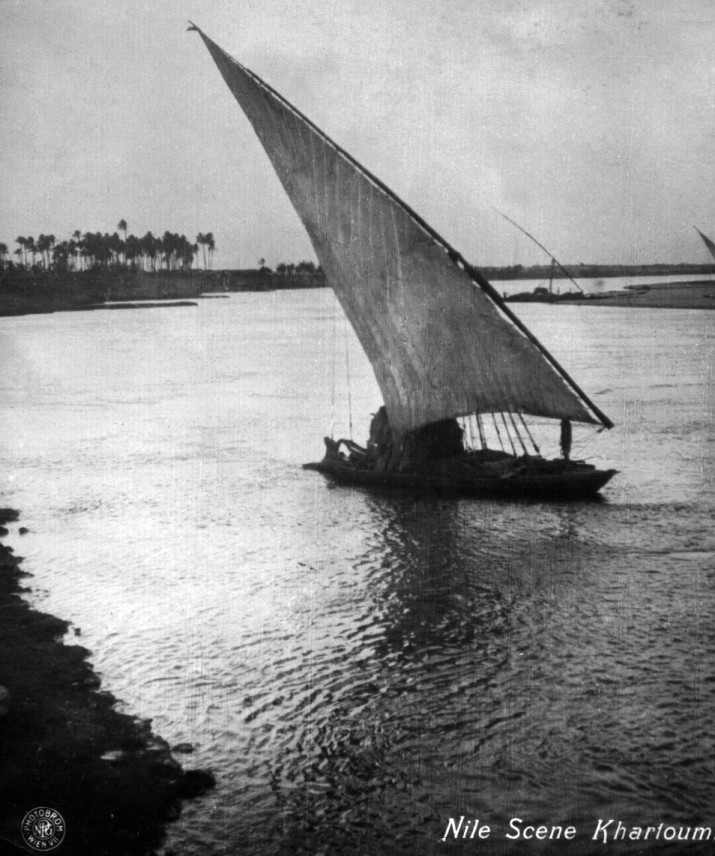
Lastensegler auf dem Nil bei Khartum um 1910

Ein Aghaba ist ein plumpes, einmastiges Frachtsegelschiff mit Lateinersegel und flachem Rumpf, das auf dem Nil in Ägypten und in Sudan bis zum 19. Jahrhundert eingesetzt wurde.
Wegen seines niedrigen Tiefgangs konnte es auch noch bei geringen Wasserständen eingesetzt werden.